# Hunsingore
Hunsingore is een civil parish in het bestuurlijke gebied Harrogate, in het Engelse graafschap North Yorkshire.

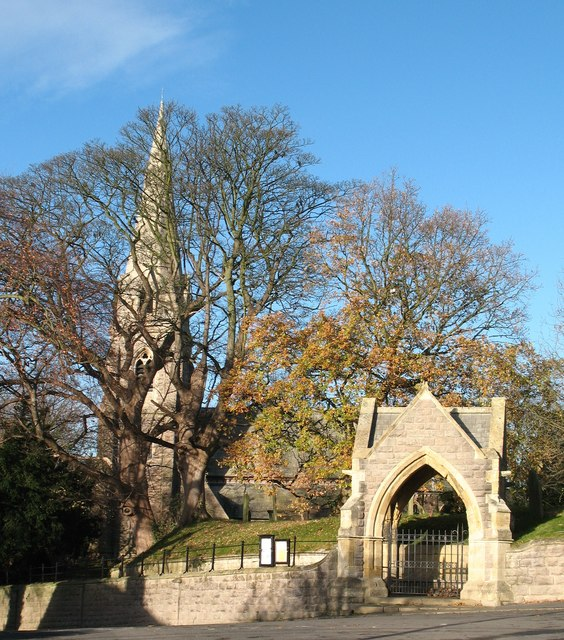
Kerk van St John the Baptist